# 铜(III)酸钾
铜(III)酸钾是一种铜(III)酸盐，化学式KCuO2。它是蓝色固体，有抗磁性。它最早由V. K. Wahl与W. Klemm于1952年合成。

## 制备
铜(III)酸钾最早通过在氧气气氛中加热超氧化钾和氧化铜至400–450 °C后得到：
2 KO
2 + 2 CuO → 2 KCuO
2 + O
2
超氧化钾与铜粉直接加热反应也可以合成铜(III)酸钾：
KO
2 + Cu → KCuO
2

## 反应
铜(III)酸钾于487 °C（760 K）下开始分解，702 °C（975 K）时从蓝色变为淡绿色，至752 °C（1,025 K）时熔化。它会与空气缓慢反应。它和水剧烈反应，生成棕黑色沉淀。它会被稀酸还原，生成铜(II)盐并放出氧气，与浓盐酸反应则会产生氯气与氧气。